# 蒙特卡蒂尼-泰尔梅
蒙特卡蒂尼-泰尔梅（義大利語：Montecatini Terme），是意大利托斯卡纳大区皮斯托亚省的一个市镇。总面积17.69平方公里，人口20758人，人口密度1173.43人/平方公里（2022年）。ISTAT代码为047011。